# Сан-Амбросио
Сан-Амбро́сио (исп. Isla de San Ambrosio) — небольшой необитаемый вулканический остров в Тихом океане. Вместе с соседним островом Сан-Феликс он входит в состав архипелага Ислас-Десвентурадас, расположенного примерно в 850 км от побережья Чили.

## География
Площадь острова составляет около 2,2 км², длина — 3,5 км, ширина — до 1,5 км. Наивысшая точка острова возвышается над уровнем моря на 479 м.

## История
Первооткрывателем острова считается Хуан Фернандес, открывший его 8 ноября 1574 года.

## Административное устроиство
Административно входит в состав чилийской провинции Вальпараисо, являющейся частью одноимённой области.